# Leandro Augusto
Leandro Augusto Oldoni Stachelski, noto solo come Leandro Augusto (Cascavel, 18 agosto 1977), è un ex calciatore brasiliano naturalizzato messicano, di ruolo centrocampista.

## Caratteristiche tecniche
È un centrocampista difensivo.

## Carriera

### Club
Ha giocato nella prima divisione brasiliana ed in quella messicana.

### Nazionale
Tra il 2008 ed il 2009 ha totalizzato complessivamente 6 presenze ed un gol con la nazionale messicana.

## Palmarès

### Club
- Campionato messicano: 5

Pumas UNAM: 2004 (A), 2004 (C), 2009 (C), 2011 (C)
Club Tijuana: 2012 (A)